# Демичели, Альберто
Педро Альберто Демичели Лисасо (исп. Pedro Alberto Demicheli Lizaso; 7 августа 1896, Роча, Уругвай — 12 октября 1980, Монтевидео, Уругвай) — уругвайский государственный деятель, президент Уругвая (1976), юрист, историк, журналист и писатель.

## Биография
Получил юридическое образование в Республиканском университете в Монтевидео. Избирался депутатом и сенатором от партии «Колорадо». В администрации президента Габриэля Терры (1931—1933) занимал пост министра внутренних дел. После роспуска парламента и Национального совета 31 марта 1933 года, вошёл в правящую хунту (Государственный совет), состоявшую из 9 человек.
Известен как выдающийся футбольный менеджер. В 1933—1934 годах был президентом клуба «Пеньяроль».
Долгое время работал профессором права в Республиканском университете.
После военного переворота 1973 года, инициированного президентом Бордаберри, стал сначала вице-президентом, а в 1974 году назначен председателем Государственного совета после смерти Мартина Эчегойена.
12 июня 1976 года после очередного политического кризиса (конфликта между военными и Бордаберри) был назначен президентом Уругвая, став старейшим на этом посту за всю историю страны. Своими первыми указами он отменил всеобщие выборы и образовал «Совет нации», который должен был назначать президента, председателя и членов Государственного совета, членов Верховного суда, судей. При этом в экономике был взят курс на либерализацию и отказ от прежней полураспределительной системы, установленной президентом Бордаберри. После того, как Демичели отказался пойти на дальнейшее ужесточение политической системы, в сентябре 1976 года он был смещён со своего поста военными и заменён на Апарисио Мендеса.
По учебникам, подготовленным Демичели, долгое время велось обучение на юридическом факультете в Университете Республики.